# Técnico em eletrotécnica

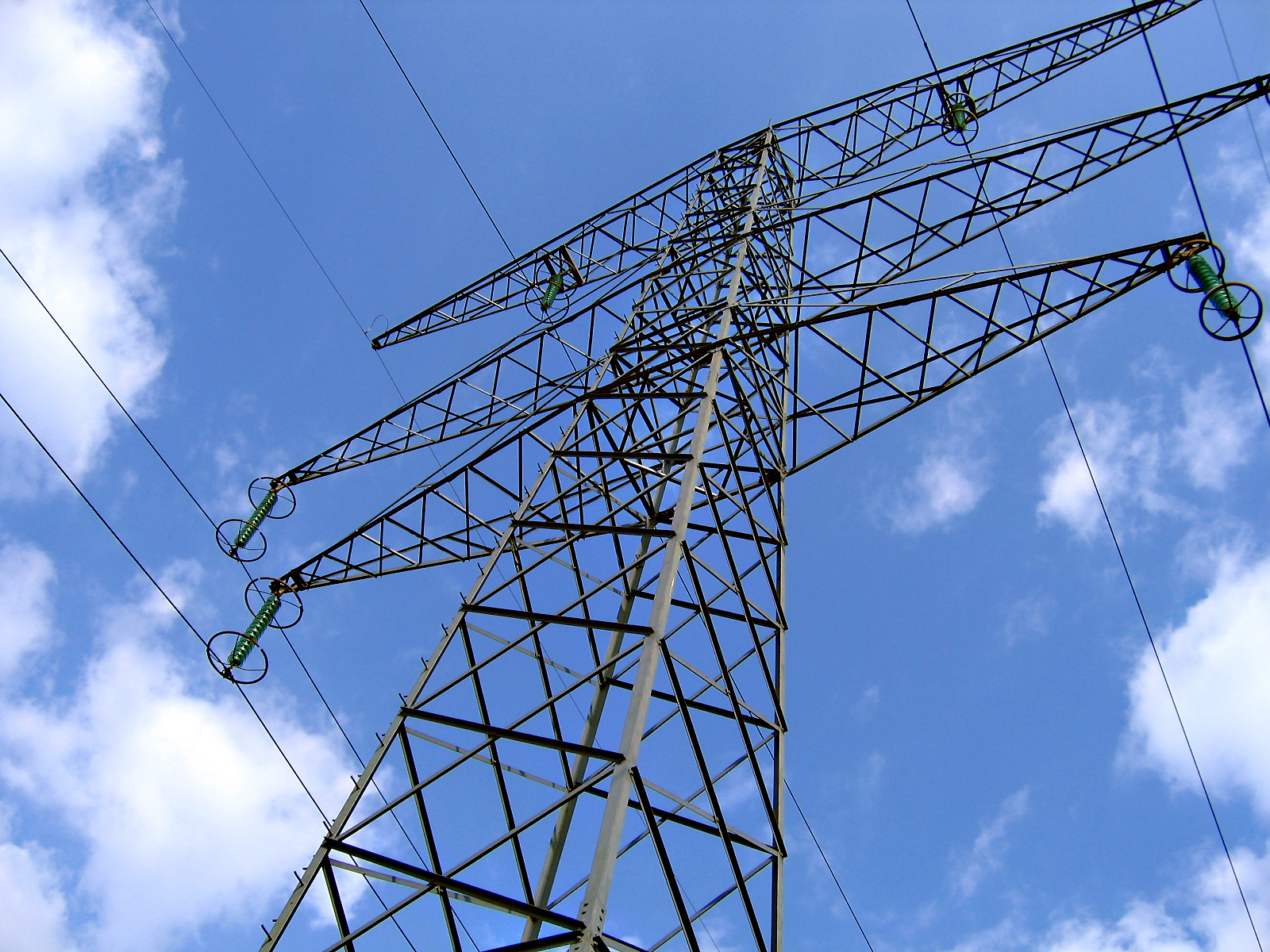
Linha de transmissão de energia

O técnico em eletrotécnica é uma formação no qual se obtém conhecimentos para atuação em diversas áreas da eletrotécnica, sendo um profissional que planeja, projeta, executa e faz manutenções em instalações elétricas residenciais, comerciais, industriais e rurais.

## No Brasil
No Brasil, o técnico em eletrotécnica é um profissional com formação de nível médio. O eletrotécnico pode realizar tarefas relativas a manutenção, operação, planejamento e teste em sistemas elétricos. Ele pode instalar e operar elementos de geração, transmissão e distribuição de energia elétrica, bem como projetar, elaborar, desenvolver e assinar projetos de instalações elétricas de até 800 KVA assumindo assim toda e quaisquer responsabilidade por ele.
Este profissional pode trabalhar em estabelecimentos de assistência técnica, produtos eletro-eletrônicos, concessão de energia, metalurgia, telecomunicação, construção civil, hospitalar e clínica.
O curso de técnico em eletrotécnica pode ser encontrado nos IFETs ou CEFETs por todo o Brasil ou nos ETECs no estado de São Paulo. Dentre as entidades particulares, o SENAI se destaca no cenário nacional. CEDTEC, FAETEC no estado do Rio de Janeiro. O curso necessita ter carga horária mínima de 1200 horas (exigida pelo Ministério da Educação), contudo, de acordo com o projeto pedagógico da instituição que ofereça o curso, a carga horária pode variar para mais horas, tendo comumente duração de dois anos, repartidos por uma componente teórica em forma de blocos de aulas, e uma componente prática que tem lugar numa empresa formadora. Com a aprovação em um trabalho final, será emitido um diploma.